# Diego Movellán
Diego Movellán Lombilla (Camargo, 1 de julio de 1979) es un político español, alcalde de Camargo. También fue diputado por Cantabria en el Congreso durante las legislaturas XII, XIII y XIV.

## Biografía
Diego Movellán Lombilla nació y creció en el municipio cántabro de Camargo.
Comenzó su andadura política en Nuevas Generaciones del Partido Popular de Cantabria, organización de la que fue presidente entre 2005 y 2013. Entre 2003 y 2011 fue concejal en el Ayuntamiento de Camargo y entre 2011 y 2015 fue alcalde del mismo tras ganar las elecciones con mayoría absoluta; actualmente es portavoz del grupo municipal del PP.
En diciembre de 2016 reemplazó en el Congreso de los Diputados a José María Lassalle, nombrado secretario de Estado para la Sociedad de la Información. El 15 de marzo de 2019 se hizo pública su candidatura al Congreso de los Diputados como cabeza de lista del Partido Popular de Cantabria.
Actualmente es miembro del Comité Ejecutivo Regional de Cantabria. Así mismo, desde el XIX Congreso Nacional del Partido Popular en julio de 2018, Diego Movellán también formó parte del Comité Ejecutivo Nacional del PP como secretario de Afiliación hasta el año 2022, cuando tras una de las mayores crisis internas del partido, el presidente Pablo Casado dimite siendo sucedido por una nueva directiva encabezada por Alberto Núñez Feijóo de la que Diego Movellán no forma parte, debido a su cercanía a Casado.
Desde el 17 de junio de 2023 asumió el cargo de alcalde de Camargo tras ganar las elecciones municipales del 28 de mayo de 2023 por mayoría absoluta.